# Guanajuatita
La guanajuatita és un mineral de la classe dels sulfurs, que pertany al grup de l'estibnita.

## Característiques
La guanajuatita és un sulfur de fórmula química Bi₂Se₃. Cristal·litza en el sistema ortoròmbic. La seva duresa a l'escala de Mohs es troba entre 2,5 i 3.
Segons la classificació de Nickel-Strunz, la guanajuatita pertany a «02.DB: Sulfurs metàl·lics, M:S = 2:3» juntament amb els següents minerals: antimonselita, bismutinita, metastibnita, pääkkönenita, estibina, ottemannita, suredaïta, bowieïta, kashinita, montbrayita, edgarita, tarkianita i cameronita.

## Formació i jaciments
Va ser descoberta a la mina Santa Catarina, situada al poble de Santa Rosa, al municipi de Guanajuato (Guanajuato, Mèxic). Tot i tractar-se d'una espècie gens habitual ha estat descrita en tots els continents del planeta a excepció de l'Àfrica i l'Antàrtida.